# Aneomochtherus ochriventris
Aneomochtherus ochriventris là một loài ruồi trong họ Asilidae. Aneomochtherus ochriventris được Loew miêu tả năm 1854.